# Neosybra cribrella
Neosybra cribrella är en skalbaggsart som först beskrevs av Bates 1873.  Neosybra cribrella ingår i släktet Neosybra och familjen långhorningar. Inga underarter finns listade i Catalogue of Life.